# Castello Cova
Il castello Cova (o palazzo Viviani Cova) è un palazzo storico di Milano situato in via Carducci al civico 36.

## Storia
Tra gli edifici più rappresentativi dell'architettura eclettica italiana, il palazzo venne edificato tra il 1910 e il 1915, su progetto di Adolfo Coppedè, fratello del più famoso Gino Coppedè, commissionato da Rosalinda Viviani vedova di Leonardo Cova. La costruzione dell'edificio fu affidata all'impresa Luigi Arienti, che già collaborava con Coppedè. Tra il 2002 e il 2003 il palazzo è stato sottoposto a lavori di restauro eseguito dallo studio Fabio Carria, che ha realizzato interventi di pulitura, consolidamento delle strutture in degrado e protezione delle murature esterne nel rispetto delle caratteristiche dei diversi materiali utilizzati nella costruzione.

## Descrizione
L'edificio s'impone subito per il suo stile fortemente neomedievale, tipico di uno dei filoni dell'eclettismo architettonico in voga agli inizi del XX secolo: il palazzo è costruito in mattoni in cotto e decorato in pietra bianca. È impostato su cinque piani, l'ultimo dei quali è decorato con merlate guelfe alle quali s'aggiunge una torre medievaleggiante, anch'essa merlata, tipica delle architetture dei castelli.
Secondo i principi dell'architettura eclettica, suggestioni neo-medievaliste (mattoni e pietre a vista, merlature, camminamenti, sporgenze a scarpa, doccioni e loggiati) si sovrappongono ad elementi neo manieristi quali mascheroni, sculture e decorazioni floreali in un'insolita varietà di combinazioni.
Il primo piano è caratterizzato dal bugnato in pietra. Decisamente degna di nota è la loggia coperta che rafforza ulteriormente lo stile della casa. Per via del suo volume, del fatto di trovarsi all'angolo tra due strade e per via d'elementi come la loggia ed il torrione, il palazzo risulta avere un aspetto decisamente monumentale.
Alla torre del castello Cova s'ispireranno gli architetti della torre Velasca, grattacielo situato nel centro di Milano. A poche decine di metri dall'edificio si trova la Pusterla di Sant'Ambrogio, antica porta urbana della città, che deve il suo aspetto attuale ad un rimaneggiamento del 1940, che continua lo stile revival della zona.
 
Una costruzione molto simile al castello Cova ed opera dello stesso Adolfo Coppedè è villa La Gaeta, ad Acquaseria sul lago di Como.